# Alexander De Croo
Alexander De Croo (Vilvoorde, Belgija 3. studenoga 1975.) belgijski je političar. Aktualni belgijski premijer od 2020.

## Biografija
Alexander De Croo sin je bivšeg belgijskog ministra i predsjednika belgijskog parlamenta Hermana De Crooa.1998. godine diplomirao je poslovni inženjering na Vrije Universiteit Brussel. Prije političke karijere, Alexander De Croo bio je voditelj projekta Boston Consulting Group 1999. godine. 2006. godine, osnovao je novu tvrtku pod nazivom Darts-ip specijaliziranu za pružanje usluga profesionalcima u znanstvenim otkrićima.

## Politička karijera
Godine 2009. ulazi u politiku na izborima za Europski parlament 2009. Dobio je 47 779 preferencijalnih glasova. 2010. na belgijskim saveznim izborima 2010., dobio je 301.917 preferencijalnih glasova, ćime je bio treći po broju glasova u svojoj izbornoj jedinici.

## Političke funkcije
Alexander De Croo naslijedio je Vincenta Van Quickenbornea u Vladi premijera Di Rupa na mjestu potpredsjednika vlade i ministra mirovinskog sustava 22. listopada 2012.
U vladi Charlesa Michela, koja je na dužnost stupila 11. listopada 2014., De Croo obnaša dužnost potpredsjednika vlade i ministra za razvojnu suradnju, digitalnu agendu, telekom i poštanske usluge. Za vrijeme njegova mandata, Belgija je postala prva zemlja koja je suspendirala službenu novčanu pomoć Burundiju nakon početka nasilnih sukoba u toj zemlji 2015.

## Belgijski premijer
30. rujna 2020. 7 političkih stranaka potpisalo je koalicijski sporazum kojim je dogovoreno formiranje nove belgijske vlade koja će voditi zemlju do 2024. Time je okončana politička blokada koja je u toj zemlji trajala punih 16 mjeseci. Nova vlada na dužnost stupa 1. listopada 2020. godine.